# Dermo (Benjeng)
Dermo is een bestuurslaag in het regentschap Gresik van de provincie Oost-Java, Indonesië. Dermo telt 1351 inwoners (volkstelling 2010).